# エリオット・ディー
エリオット・ディー（Elliot Dee、1994年3月7日 - ）は、ウェールズ出身のプロラグビー選手。ユナイテッド・ラグビー・チャンピオンシップのドラゴンズに所属している。

## 略歴
ウェールズ・ニューポート出身。2012年、U18ウェールズ代表となる。
その後、ドラゴンズのアカデミーに所属し、2014年と2015年にU20ウェールズ代表としてU20チャンピオンシップに出場した。
2016年11月12日、ドラゴンズのシニアデビューを果たす。
2017年11月18日、ウェールズ代表としてジョージア戦で代表初キャップを得る。
2018-19シーズンのウェールズ代表14連勝記録のうち、13試合に出場した。
ワールドカップ2019（日本大会）、ワールドカップ2023（フランス大会）に出場。
2024年4月、ドラゴンズ150回目の出場を果たす。
2024年シックス・ネーションズのフランス戦で、ウェールズ代表50キャップ目を獲得。 